# 夢の雫と星の花
『夢の雫と星の花』（ゆめのしずくとほしのはな）は、いしき蒼太の小説、及び、作画をkancoが務めた漫画作品である。

## 概要
『夢の雫と星の花』は、双葉社とソニー・ミュージックエンタテインメントが運営する小説投稿サイト「monogatary.com」に投稿された作品であり、“小説を音楽・映像にするユニット”YOASOBIの楽曲『あの夢をなぞって』の原作作品となっている。monogatary.comではプロローグ、第1章、第2章、第3章、第4章、第5章、エピローグの7つに分かれている。お題に沿って、著者のいしき蒼太は読んでくれた人に驚きを届けられるようにするために、視点が切り替わった時に「実は……」となるような作品にしたという。
モノコン2019において、星野舞夜の『タナトスの誘惑』とともにのソニーミュージック賞（対象お題：夏の夜、君と僕の焦燥。）を受賞している。著者のいしき蒼太によれば、公募サイトで「モノコン2019」を見つけ、自身の小説がミュージックビデオになる可能性に賭けて執筆した作品だという。
2020年7月25日よりLINEマンガにてkancoが作画を務めた漫画『夢の雫と星の花』が独占先行配信され、8月8日に第1巻から第3巻が電子版で配信。12月26日よりコミックシーモアにて、第4巻にあたる『夢の雫と星の花 Another story』が先行配信された。
2020年9月18日には双葉社から出版された書籍『夜に駆ける YOASOBI小説集』に、第二章として収録された。
2021年2月14日に双葉社より『夢の雫と星の花』がコミカライズされた形で書籍化された。書籍版では電子版と同じくkancoが作画を務めた他、2人のその後を描いた「Another Story」や、原作者・いしき蒼太による書き下ろし小説、登場キャラクターのラフ、「予知解説図」なども収録されている。

## あらすじ
主人公の女子高校生・双見楓は、2週間後の7月27日に開かれる音見川の花火大会で幼馴染の男子高校生・一宮亮に告白されるという予知夢を見る。また、一宮亮も7月27日に開かれる音見川の花火大会で双見楓に告白されるという予知夢を見ていた。予知夢は未来を見せてくれる代わりに、予知夢通りに行かないと予知夢の能力は失われてしまうという制約があった。そして、7月27日を巡って双見楓と一宮亮の間で恋心が揺れ動きはじめる。

## 書籍情報
小説
- 『夜に駆ける YOASOBI小説集』
  - 単行本：2020年9月18日、双葉社、ISBN 978-4-575-24321-5
  - 文庫本：2021年9月16日、双葉社、ISBN 978-4-575-52504-5

コミックス
- kanco 『夢の雫と星の花』 全1巻、2021年2月14日、双葉社、ISBN 978-4-575-44001-0

電子書籍
- kanco 『夢の雫と星の花』 双葉社、全4巻
  1. 夢の雫と星の花（1）、2020年8月8日
  2. 夢の雫と星の花（2）、2020年8月8日
  3. 夢の雫と星の花（3）、2020年8月8日
  4. 夢の雫と星の花 Another story、2021年2月11日[13]

## スマホ映画
同名小説を原作として、バーティカルシアターアプリ「smash.」で実写映画化され、2022年3月24日から配信されている。主人公の双見楓を上白石萌歌、楓とは幼馴染の関係にある一宮亮を青木柚が演じる。全9話。

### キャスト
- 双見楓 - 上白石萌歌
- 一宮亮 - 青木柚

役名未定
- 尾崎右宗[14]
- 津田寛治[14]
- 丈太郎[14]
- 寺田農[14]
- 早瀬マミ[14]
- 原田龍二[14]
- 福田愛依[14]

### 主題歌
- YOASOBI「あの夢をなぞって（Ballade Ver.）」[14]

## 関連リンク
- YOASOBI
- あの夢をなぞって
- monogatary.com